# أحمد باش أعيان
أحمد باش أعيان كاتب ومؤرخ عراقي وُلد في مدينة البصرة عام 1950 لعائلة، ثم انتقل مع عائلته إلى المملكة العربية السعودية عام 1963.

## نشأته ومسيرته المهنية
عمل أحمد باش أعيان في شركة أرامكو السعودية بدءًا من عام 1984، وحتى أحيل إلى التقاعد عام 2010.
كان لعائلة أحمد باش أعيان بالغ الأثر في نشأته واهتمامه بالأدب وبالتاريخ، حيث ينحدر من عائلة عراقية عريقة أثرت في الحياة الاقتصادية والسياسية في العراق، فوالده هو السياسي العراقي برهان الدين باش أعيان (1915-1975) الذي شغل منصب وزيرا خارجية العراق في العهد الملكي، فاهتم أحمد باش أعيان بالبحث في التاريخ، وبخاصة تاريخ مدينة البصرة مسقط رأسه، والتي جمع تاريخها في موسوعة باسم «موسوعة تاريخ البصرة».
تناول الكاتب أحمد باش أعيان في كتابه «موسوعة تاريخ البصرة» الأحوال السياسية والعسكرية، والإدارية، والاقتصادية، والاجتماعية، والثقافية لمدينة البصرة على مدى مختلف العصور، بدءاً من تاريخها في العصر الأموي، ثم في عصر الدولة العباسية، ثم تناول فترة الغزو المغولي للمدينة، ثم عصر الدولة الصفوية الأولى، ثم هيمنة الدولة العثمانية الأولى على المدينة، ثم عصر الدولة الصفوية الثانية، ثم الغزو الثاني للدولة العثمانية، وحتى احتلال الجيش البريطاني للمدينة إبّان الحرب العالمية الأولى في عام 1914، ثم تناول الحقبة التاريخية التي عاشتها البصرة خلال العهد الملكي في الفترة ما بين عامي 1921 و1958، ولم يتناول بشيء من التفصيل الفترة الزمنية التي تلت انقلاب 14 يوليو (تموز) عام 1958 والذي أدى إلى إسقاط النظام الملكي وقيام النظام الجمهوري في العراق.
اعتبر الكاتب أحمد باش أعيان انقلاب 14 يوليو (تموز) عام 1958 حدثا مفصلياً بالغ الأثر في تاريخ العراق، حيث أخذ التوتر والفوضى يستشريان في عموم البلاد، ومدينة البصرة تحديدا، حسبما يرى الكاتب بعد عقود طويلة من الاستقرار وسيادة الأمن في العهد الملكي.
تتبع أحمد باش أعيان في موسوعته أيضًا تاريخ ثورة الزنج التي وقعت عام 869 في نهاية حكم الخليفة العباسي الثالث عشر المعتز بالله، منذ شرارتها الأولى وحتى إجهاض ثوارت الزنج ومقتل قائدهم في عام 885 في عهد الخليفة المعتمد بالله، وهو الحليفة العباسي الخامس عشر.
وفي كتابه المعنون باسم «برهان الدين باش أعيان (حياته وعصره 1915 - 1975)» يسرد الكاتب أحمد باش أعيان سيرة والده الدبلوماسي والسياسي العراقي برهان الدين باش أعيان العباسي، ويروي من خلالها وقائع حقبة من التاريخ العراقي والعربي بدءاً من الانتداب البريطاني ومرحلة الاستعمار، ومرورا بحرب فلسطين، ووصولا إلى الثورة وفترة نشأة التيارات القومية، وقيام الدولة القطرية، وما شاب تلك الفترة من تحولات سياسية واجتماعية.
شغل برهان الدين باش أعيان -وفقا للكتاب- العديد من المناصب الحكومية والحزبية، وتزامن عمله الدبلوماسي والنيابي والحزبي والوزاري مع مرحلة من أكثر المراحل في تاريخ العراق والمنطقة العربية ثراءًا بالأحداث السياسيّة على المستوى المحلي، والإقليميّ، والدوليّ، مما يجعلها مرحلة بالغة الخطورة والأهمية والأثر على المدى البعيد، بدءاً من الاحتلال البريطاني لجنوب العراق، ثم انقلاب بكر صدقي وحكمت سليمان عاميّ 1936 - 1937، ومرورا بالحرب العالمية الثانية في الفترة ما بين عامي 1939 - 1945، وظهور حركة رشيد عالي الكيلاني والعقداء الأربع عام 1941، واحتلال فلسطين عام 1947.

## مؤلفاته
- برهان الدين باش أعيان (حياته وعصره 1915-1975): صدر عام 2012 عن دار الساقي للنشر والتوزيع ببيروت.[3][4]
- انقلاب 14 تموز 1958 في العراق (خلفياته وذيوله مع موجز عن العهد القاسمي 1958 - 1963): صدر عن دار الحكمة للنشر والتوزيع بلندن.[5]
- موسوعة تاريخ البصرة: وهي موسوعة من أربعة أجزاء بلغ مجموع عدد صفحاتها نحو 1732 صفحة، وصدرت عام 2019 عن دار الحكمة للنشر والتوزيع بلندن.[6][7]